# 쇠퇴의 늪
쇠퇴의 늪(Palus Putredinis, 라틴어: palūs pūtrēdinis)은 비의 바다 분지에 있는 작은 달의 바다로, 아르키메데스 충돌구부터 남쪽으로 펼쳐져, 비의 바다 동남쪽 끝의 아페닌산까지 이어진다. 쇠퇴의 늪은 용암 분지로 내부의 고도는 거의 일정하며, 동북쪽의 아우톨리코스 충돌구 및 고지대와 서남쪽 아르키메데스산맥으로 둘러싸여 있다. 월면 좌표는 27.4° N, 0.0° E이며, 지름은 약 180 km이다.
쇠퇴의 늪 남쪽에는 아르키메데스 골짜기와 브래드리 골짜기가 있으며, 동쪽에 있는 해들리 골짜기는 아폴로 15호의 착륙지였다. 북서쪽에는 거의 묻힌 스퍼 충돌구가 있으며, 이 곳은 1959년 9월 13일 루나 2호가 충돌하였다.
쇠퇴의 늪에 있는 현무암에는 방사성 물질이 많으나, 타이타늄은 적다. 아폴로 15호가 채취한 현무암 표본은 "저타이타늄 변종 2개가 지배하였고, 감람석이 원색적인 현무암(33억 년)이 있었으며, 석영이 원색적인 현무암은 약간 더 나이가 있었다(33억 5천만 년)". 화산 기체의 연대는 33억~36억 년 사이이다.

## 사진

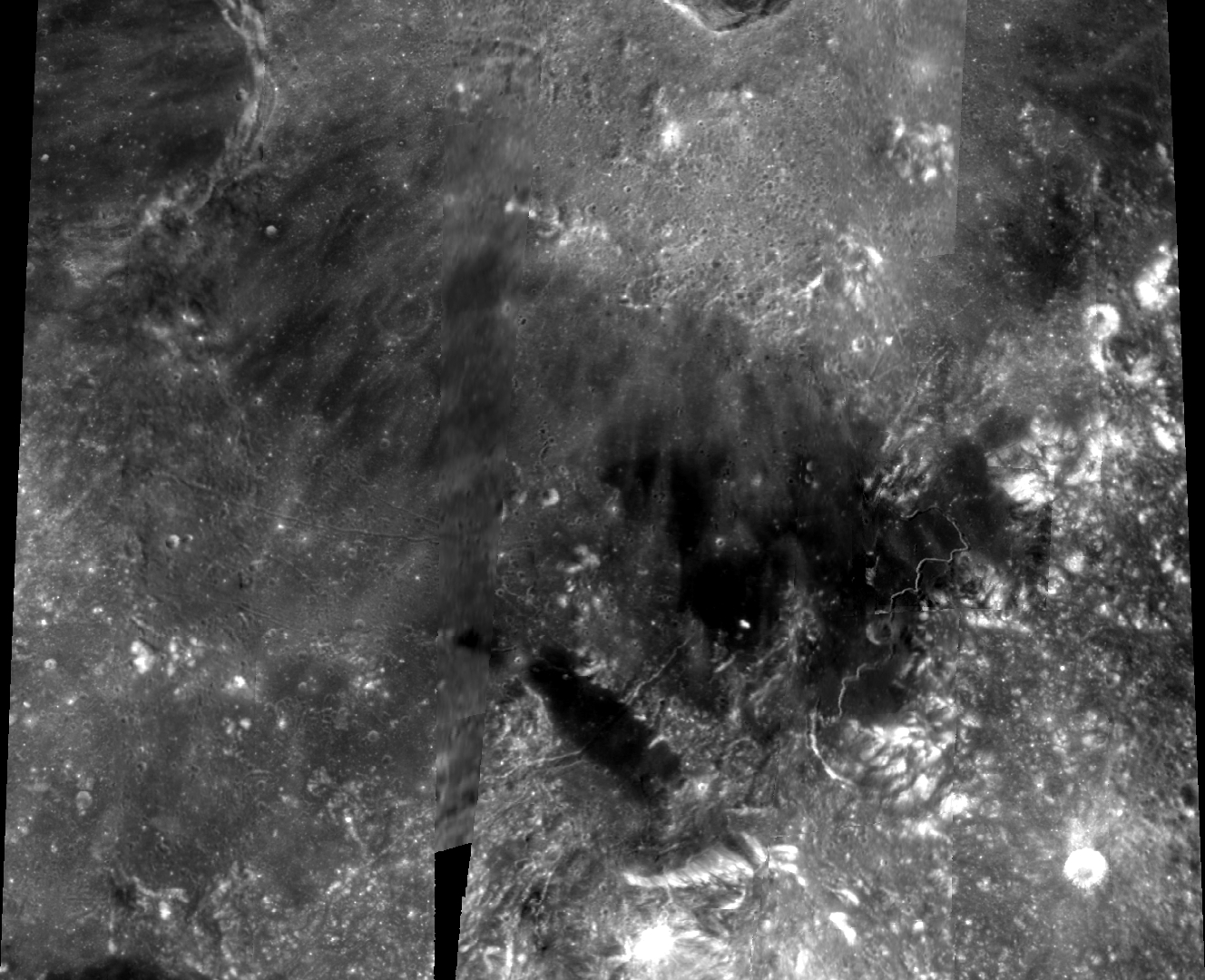
클레멘타인 탐사선이 태양의 고도가 높을 때 촬영한 사진을 합친 것.